# Martie 1990
Acest articol este generat integral pe baza informațiilor din articolul 1990 și este actualizat periodic de un robot.
 Editările făcute în articol vor fi șterse la următoarea actualizare! Dacă doriți să faceți modificări, editați articolul-sursă.

ianuarie -
februarie -
martie -
aprilie -
mai -
iunie -
iulie -
august -
septembrie -
octombrie -
noiembrie -
decembrie
Martie 1990 a fost a treia lună a anului și a început într-o zi de joi.

## Evenimente

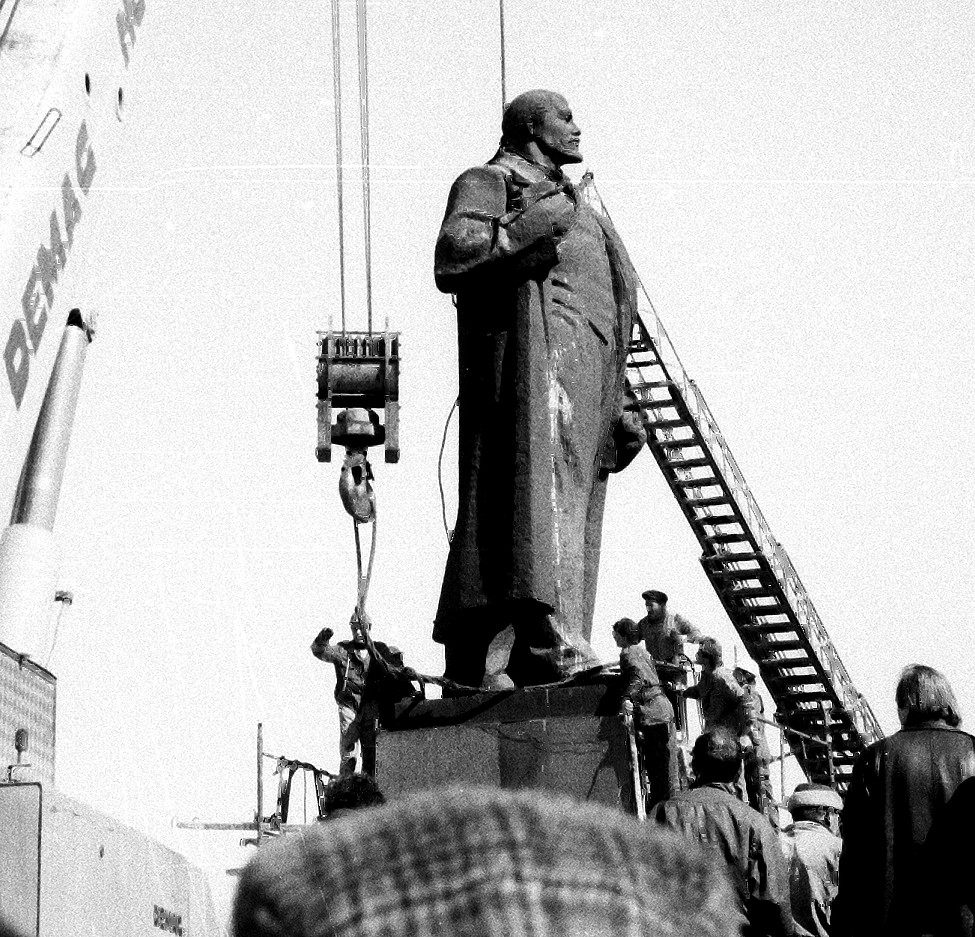
3 martie: Este coborâtă de pe soclu statuia lui V.I.Lenin din Piața Scânteii (Piața Presei Libere) în aplauze și urale.

- 3 martie: Este coborâtă de pe soclu statuia lui V.I.Lenin din Piața Scânteii (Piața Presei Libere) în aplauze și urale.[1]
- 11 martie: Începe manifestația populară din Piața Operei din Timișoara, la care a fost adoptată, la 12 martie 1990, Proclamația de la Timișoara.
- 11 martie: Lituania își declară independența față de Uniunea Sovietică.
- 15 martie: Începutul unor confruntări violente între cele aproximativ 10.000 de persoane sosite în România pentru aniversarea Revoluției Ungare de la 1848 și români.
- 15 martie: Mihail Gorbaciov este ales primul președinte executiv al Uniunii Sovietice.
- 15 martie: URSS anunță că declarația de independență a Lituaniei este invalidă.
- 18 martie: Patricio Aylwin depune jurământul ca președinte al statului Chile în primele alegeri democrate din 1970.
- 18 martie: În Germania de Est au loc primele alegeri libere din 1932.
- 18 martie: Doi bărbați, îmbrăcați în ofițeri de poliție, au furat 12 pânze (din care trei semnate Rembrandt) de la Muzeul Boston din Massachusetts, Statele Unite, în valoare totală estimată între 100-300 milioane dolari. Autorii faptei nu au fost depistați, întrucât au distrus casetele cu înregistrările din muzeu și nu au lăsat amprente, iar operele furate au rămas definitiv pierdute.
- 21 martie: România a solicitat aderarea la Consiliul Europei, cerere acceptată la 7 octombrie 1993.
- 21 martie: Namibia devine independentă după 75 de ani aflată sub controlul Africii de Sud.
- 26 martie: A luat ființă Serviciul Român de Informații (SRI).

## Nașteri
Anfisa Pocikalova, scrimeră ucraineană
Alexandru Ciucur, fotbalist român
Petre Ivanovici, fotbalist român
Irina Dorneanu, canotoare română
Cosmina Dușa, fotbalistă română
Danny Drinkwater, fotbalist englez
Alexandra Bujdoso, scrimeră germană
JC Gonzalez, actor columbian
Petra Kvitová, jucătoare de tenis cehă
Asier Illarramendi, fotbalist spaniol
Daley Blind, fotbalist olandez
Inna Deriglazova, scrimeră rusă
Adrian Apostol, rugbist român
Milena Knežević, handbalistă muntenegreană
Vanessa Posse, actriță venezueleană
Sasha Clements, actriță canadiană
Adrian Bălan, fotbalist român
Kolbeinn Sigþórsson, fotbalist islandez
Mihai Plătică, fotbalist moldovean
Octavian Ionescu, fotbalist român
Dragana Cvijić, handbalistă sârbă
Claudiu Herea, fotbalist român
Constantin Iavorschi, fotbalist moldovean
Josef Hušbauer, fotbalist ceh
Alexandre Durimel, fotbalist francez
Hozier, muzician irlandez
Mihai Răduț, fotbalist român
Marcos Rojo, fotbalist argentinian
Claudiu Oprea, scenarist, regizor și actor român
Prințesa Eugenie de York, nepoata Reginei Elisabeta a II-a a Regatului Unit
Andreea Ogrăzeanu, atletă română
Yuki Otsu, fotbalist japonez
Mehmet Ekici, fotbalist turc
Carly Chaikin, actriță americană
Patrick Ekeng, fotbalist camerunez (d. 2016)
Lukács Bőle, fotbalist maghiar
Kimbra, cântăreață neozeelandeză
Elena Gjeorgjievska, handbalistă nord-macedoneană
Amir Abrashi, fotbalist albanez
Nicolas N'Koulou, fotbalist camerunez
Diana Petrescu, handbalistă română
Fivio Foreign, rapper american
Teemu Pukki, fotbalist finlandez
Florina Pierdevară, atletă română
Rodney Strasser, fotbalist din Sierra Leone
Stella Sigurðardóttir, fotbalistă islandeză
Ionuț Popescu, fotbalist român

## Decese
Taro Kagawa, 67 ani, fotbalist japonez (n. 1922)
Erkki Aaltonen, 79 ani, compozitor finlandez (n. 1910)
Iurie Perlin, 72 ani, fizician rus (n. 1917)
Tanți Cocea, 80 ani, actriță română de film și teatru (n. 1909)
Etti-Rosa Spirer, 89 ani, arhitectă română (n. 1900)